# Leibniz Kolleg

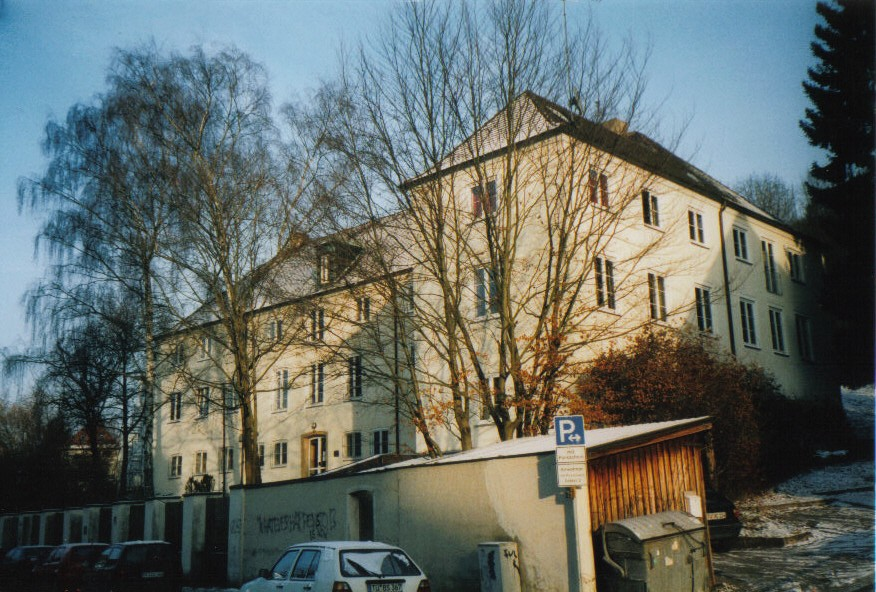
Das Leibniz Kolleg im Winter

Das Leibniz Kolleg (collegium leibnicianum) ist eine zentrale Einrichtung der Universität Tübingen, benannt nach Gottfried Wilhelm Leibniz.
Es ist eine propädeutische Einrichtung, die Abiturienten durch ein zehnmonatiges, umfassendes Studium generale eine begründete Studienentscheidung ermöglichen und sie gleichzeitig in das wissenschaftliche Arbeiten einführen will. Dabei legt das Leibniz Kolleg großen Wert auf Interdisziplinarität, um ein umfassenderes Bildungsideal als normalerweise im Fachstudium möglich zu verwirklichen.

## Geschichte und Gründung des Leibniz Kollegs
Am 5. Februar 1948 wurde in der Universität Tübingen das Leibniz Kolleg eröffnet. Seine Entstehungsgeschichte basiert auf einem Spannungsfeld zwischen Ideen der französischen Militärregierung über die Einführung in das Studium im Zuge der allgemeinen Hochschulreform und den anknüpfenden Vorstellungen einzelner Tübinger Hochschulprofessoren. Der Ursprung dieser Idee, eine Institution wie das Leibniz Kolleg zu schaffen, ist eng mit dem historischen Kontext, einem Neuanfang nach der totalen Kapitulation des nationalsozialistischen Deutschlands, verknüpft.
Es wurde 1948 auf Betreiben der französischen Militärregierung gegründet, um damit der Nachkriegsgeneration ein neues demokratisches und geschichtliches Verständnis zu vermitteln. Persönlichkeiten wie Carlo Schmid, Romano Guardini, Carl Friedrich Freiherr von Weizsäcker, Paul Ohlmeyer, Eduard Spranger, Theodor Steinbüchel u. a. wirkten bei der Konzeption des Studienganges entscheidend mit. Das Gebäude in der Tübinger Brunnenstraße 34 wurde in den Jahren von 1928 bis 1930 von dem Architekten Paul Schmitthenner erbaut als „Deutsche Burse“, ein Studentenheim für auslandsdeutsche Studenten.

## Inhalte des Studienjahres

### Studium generale
Die Kollegiaten wählen für jedes der beiden Semester nach eigenem Interesse Kurse aus dem Angebot des Kollegs. Dabei müssen mindestens sechs Kurse, dabei jeweils mindestens ein Kurs aus den Bereichen Rechts- und Sozialwissenschaften, Geisteswissenschaften, Naturwissenschaften und Künstlerische Praxis, Musisches, Kreativität, Medien gewählt werden. Zusätzlich werden freiwillige Sprachkurse angeboten. Innerhalb der hauptsächlich direkt am Leibniz Kolleg stattfindenden Kurse werden repräsentative Themen der Fächer bearbeitet und diskutiert. Im Sommersemester können die Kollegiaten zusätzlich an Fachveranstaltungen der Universität Tübingen außerhalb des Leibniz Kollegs teilnehmen.
Zusätzlich zu den Kursen finden für alle Kollegiaten verpflichtende Blockseminare statt. Diese behandeln beispielsweise die wissenschaftlichen Methoden der Geistes-, Sozial- oder Naturwissenschaften, jährlich finden aber auch Blockseminare wie ein Wochenende zu einem politischen Thema, eine Projektwoche mit einem durch die Kollegiaten gewählten Thema oder die Vorbereitung der Studienreise statt.
Des Weiteren gibt es eine einwöchige Studienreise, Exkursionen und wöchentliche Vorträge.

### Studium sociale
Dadurch, dass alle Kollegiaten zusammenleben und dieses Zusammenleben organisieren müssen ergibt sich der Aspekt des „studium sociale“. Die Kollegiaten leben gemeinsam (vorwiegend in Doppelzimmern) in einem 1928 erbauten, spartanisch eingerichteten Haus und müssen dort nicht nur das Gemeinschaftsleben organisieren, sondern sind auch für Teile des Programms mitverantwortlich, beispielsweise für die wöchentlichen Vorträge oder einige der Blockseminare. Fragen, die alle betreffen werden basisdemokratisch im verpflichtenden, wöchentlich stattfindenden Konvent diskutiert und abgestimmt.

## Bewerbung
Bewerbungsvoraussetzung ist die allgemeine Hochschulreife oder ein als gleichwertig anerkannter (deutscher oder internationaler) Schulabschluss. Erstes Aufnahmekriterium ist der Wunsch nach wissenschaftspropädeutischen Arbeiten und Studienfachorientierung sowie die Bereitschaft zu kooperativen Lebens- und Lernformen mit den anderen Studierenden des Kollegs und den Kursleitern.
Der Bewerbungsprozess teilt sich in zwei Phasen: die erste Phase besteht aus einer schriftlichen Bewerbung, in der zweiten Phase werden ausgewählte Bewerber zu einem Gespräch mit der aktuellen Leitung des Kollegs eingeladen. Wirtschaftliche Umstände von Studierenden sind kein Hinderungsgrund für die Aufnahme ins Leibniz Kolleg, da Stipendien nach Bedürftigkeit vergeben werden.

## Organisation und Finanzierung
Das Leibniz Kolleg ist seit 2016 wieder, wie zu Gründungszeiten, Teil der Eberhard-Karls-Universität Tübingen, nachdem es zwischen 1972 und 2016 in privater Trägerschaft war.
Geleitet wird das Leibniz Kolleg zurzeit von Ursula Konnertz und Thorsten Nagel.
Die Kosten eines Studienplatzes belaufen sich derzeit auf einen Jahresbeitrag von 6.900 € für Studiengebühren und Miete. Finanziell wird das Leibniz Kolleg von der Udo Keller Stiftung sowie von der 1950 gegründeten Gesellschaft der Freunde des Leibniz Kollegs unterstützt. Um auch Interessierten mit weniger finanziellen Mitteln das Studium generale und sociale zu ermöglichen, kann sich auf eines der ebenfalls von der Gesellschaft der Freunde des Leibniz Kollegs finanzierten Stipendia Leibniziana beworben werden. Der Förderkreis trägt des Weiteren beispielsweise durch ein breites Alumni-Netzwerk zur ideellen Förderung der Arbeit des Leibniz Kollegs bei.